# Grupo Zubair
O Grupo Zubair (ou Grupo Zubayr) é um grupo de 10 principais ilhas vulcânicas localizadas no Mar Vermelho, com 191 metros de altura em relação ao nível do mar.
O Grupo atualmente pertence ao Yemen.